# مؤثر سطحي

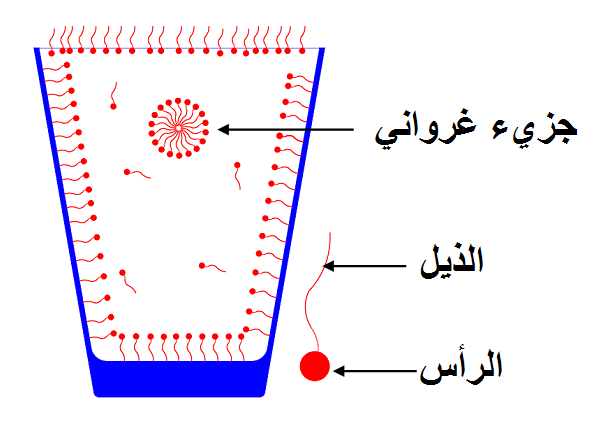
رسم توضيحي لانتشار عامل فعالية سطحية ضمن كأس من الماء وتشكل جزيء غرواني

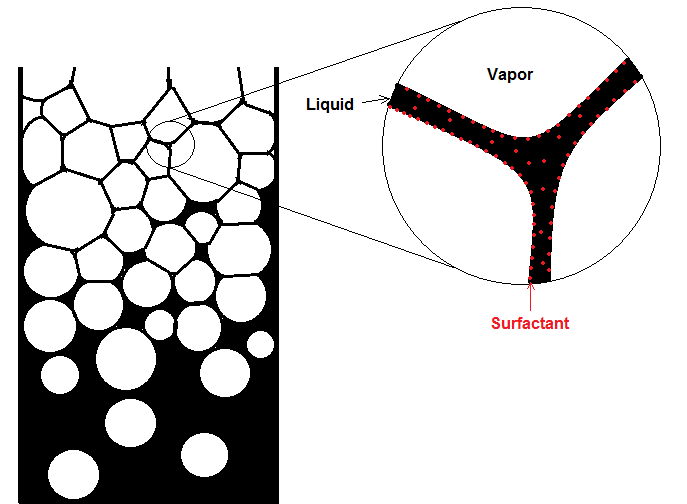
توليد المؤثر السطحي للرغاوي.

منشطات السطح أو فاعلات بالسطح (بالإنجليزية: Surfactants)‏. أتى اسمها من أوائل حروف (surface acting agents
). وعرفها النظام الألماني لعوامل التنظيف والمنظفات (Waschmittelgesetz)، بإنها مركبات قطبية عضوية ذات أجزاء كارهة للماء وزمرة محبة للماء.
يحدد المصطلح أيضا المركبات الذوابة في الماء المستخدمة من أجل التبليل، والغسل، والاستحلاب، والتشتييت، والتي تتراكم عند السطوح البينية، فتنقص الشد السطحي. ويبلغ تركيز الفاعلات بالسطح في السطح البيني حوالي 500 ضعف التركيز داخل المحلول المائي.
إن لبنية جزيئات العوامل مقومان مميزان. الجزء الأول من الجزيء هو الذيل الكاره للماء، مثل سلسلة ألكيلية طويلة (C15H31–)، والجزء الآخر هو الرأس المحب للماء وهو زمرة أيونية أو قطبية مثل شاردة الكربوكسيلات (–CO2 –). 
تَمَثل الفاعلات بالسطح برسم تخطيطي يتألف من خط يمثل الذيل وهو الجزء العضوي الكاره للماء (محب للدهن)، ودائرة تمثل الرأس وهو الزمرة المحبة للماء. تحتوي الزمرة الكارهة للماء عادة على سلسلة هيدروكربونية مع مركبات ألكيلية و/أو أريلية. وظيفة الزمرة الكارهة للماء أن تُنبَذ من الأوساط المائية عندما توضع فيها.
يجب أن نذكر أيضاً وجود روابط فان دير فالس بين السلسلة الهيدروكربونية (النمط المفضل في الزمرة الكارهة للماء) وجزئيات الماء. من جهة أخرى، ترتبط جزيئات الماء بعضها ببعض بروابط أقوى وبذلك تميل لإزاحة السلسلة الهيدروكربونية. وهذا يشرح لماذا يلعب حجم السلسلة الهيدروكربونية دوراً أساسيًا في انحلالية الفاعلات بالسطح.

## الخواص
تعمل الفاعلات بالسطح على تقليل التوتر السطحي للسائل أو الغاز عن طريق امتصاص السطح الفاصل بين الغاز والسائل، كما تقلل التوتر الوجهي عن طريق امتصاص السطح الفاصل سائل وسائل (كالزيت والماء مثلاً). يمكن لكثير من الفاعلات بالسطح أن تشكل تجمعات كبيرة في المحاليل فينقسم الفاعل بالسطح إلى مذيلات وحويصلات. تركيز الفاعل بالسطح الذي تبدأه الذي يكون أولاً عبر المذيلات يسمى بالتركيز المذيلي الحرج، عندما تتكون المذيلات في الماء فان ذيولها تكون في الصميم لتوقف عمل الزيت الاعتيادي، ويبقى رأسها متصلاً مع الماء أيضاً في الوقت نفسه، لكن إذا تجمع عامل الفعالية السطحية في الزيت فان شكله يكون معاكساً حيث أن الرأس يكون في الصميم والذيل متصلاً مع الزيت.
الديناميكا الحرارية لعامل الفعالية السطحية مهمة جداً نظرياً وعملياً لأنه يمثل أجهزة في حالات مرتبة وغير مرتبة، محاليل قد تتضمن مرحلة مرتبة (كما في المذيلات) ومرحلة غير مرتبة (كما في جزيئات وأيونات فاعل بالسطح).
المنظفات مثلاً قد تحتوي فاعل بالسطح لأنه يزيد من قدرة الماء على اختراق التربة ويمتد تأثيره لأيام معدودة، ويجدر التنويه إلى أن الكثير من هذه المنظفات تحتوي على مراحل متطورة من مركبات كيميائية مثل الصوديوم والبورون والتي تكون ضارة جداً للنباتات ولا يجب استعمالها. ما زال العلماء في بحث مستمر لإيجاد نوع من الفاعلات بالسطح لا تضر النباتات ولكن إلى ذلك الحين ما زالوا يقوموا بعملية حت التربة عن طريق المكروبات (الكائن المتولد المجهري).

## تصنيف الفاعلات بالسطح
تصنف الفاعلات بالسطح عادة وفقا لطبيعتها الشاردية:
1. فاعلات بالسطح أنيونية (شرسبية): عادة ما تكون كبريتات عضوية وسلفونات عضوية. والفاعلات بالسطح الأنيونية هي المجموعة الأكبر من الفاعلات بالسطح وتتضمن تقريبًا 70% من الفاعلات بالسطح التجارية. الفاعلات بالسطح الأنيونية هي دائمًا أملاح الصوديوم لحموض السلفونيك إما العطرية أو الأليفاتية، أو أملاح الصوديوم لإسترات حمض الفوسفوريك أو حمض الكبريتيك للأغوال، وهي مشتقة من المواد الكيميائية الطبيعة والاصطناعية.
2. فاعلات بالسطح كاتيونية (شرجبية): كاتيون أمونيوم رابعي وأملاح البيريدينيوم. هي مجموعة صغيرة من الفاعلات بالسطح.
3. فاعلات بالسطح غير شاردية: تحتوي سلاسل قطبية من أكسيد البولي إيثيلين.
4. فاعلات بالسطح متذبذبة: تتضمن مواقع أيونية وكاتيونية. وهي مجموعة صغيرة من العوامل المذبذبة، تستخدم أساسا كمزلقات ومبطئات للصباغة ومطريات. قد يكون فيها مواقع أنيونية وأخرى كاتيونية في الجزيء الواحد، وفقًا لباهاء المحلول.

## اقرأ أيضًا
- فاعل بالسطح فلوري
- محب للماء
- كاره للماء
- كبريتات لوريل الأمونيوم